# Semafo
Semafo är ett kanadensiskt gruvföretag med guldproduktion och prospekteringsaktiviteter i Västafrika. Bolaget äger och driver för tillfället Mana Mine i Burkina Faso, vilket inkluderar den höggradiga satelliten Siou och riktar sig mot första kommersiell produktion från Boungou gruvan undra tredje kvartalet 2018. År 2017 uppgav bolaget guldreserver om totalt 3 189 300 troy oz varav 1 197 600 troy oz var bevisade fyndigheter. Guldproduktionen samma år uppgick till cirka 206 000 troy oz.
Semafo avnoterades från Stockholmsbörsen i juni 2020.